# Yoshihisa Kishimoto
Yoshihisa Kishimoto (岸本 良久 Kishimoto Yoshihisa?) era uno de los principales presidentes de la desaparecida Technos Japan, una empresa de videojuegos japonesa.
Kishimoto es el creador de Kunio, un personaje que fue un éxito muy popular hasta la desaparición de Technos. Él introdujo a Kunio en el juego Nekketsu Koha Kunio Kun. Luego, se fueron creando más juegos del personaje, aunque él no participó en ningún otro juego. La compañía usó al personaje como su ícono emblemático, llegando a tener una buena popularidad gracias a la calidad de los mismos, que eran juegos de distintos deportes.
- Datos: Q5966344